# Massacres nas prisões do Amazonas em 2019
Os massacres nas prisões do Amazonas ocorreram de 26 a 27 de maio de 2019, após uma série de tumultos em cinco prisões diferentes no estado do Amazonas, no Brasil. Cerca de 55 prisioneiros foram mortos. Todas as mortes envolveram os presos e todos morreram por estrangulamento ou esfaqueamento . Autoridades afirmam que recuperaram o controle das prisões.